# Parks and Recreation
Parks and Recreation is een Amerikaanse sitcom van de zender NBC. De serie ging van start op 9 april 2009 in de Verenigde Staten, en inmiddels zijn er zeven seizoenen uitgezonden. In Nederland wordt de serie uitgezonden door Comedy Central en RTL 7. De reeks werd tevens van 14 mei 2019 tot en met februari 2020 uitgezonden op Viceland in Nederland en Vlaanderen en in Vlaanderen door VTM 3. Parks and Recreation richt zich op de belevenissen van de medewerkers van het gelijknamige departement (Parken en Recreatie) in de fictieve plaats Pawnee, Indiana in de Verenigde Staten. Terugkerende thema's zijn de bureaucratie van een kleine plaats in het Midwesten van Amerika, vriendschap en de balans tussen privé en carrière.
De hoofdrol, die van de ambitieuze en goedwillende bureaucraat Leslie Knope, wordt vertolkt door Amy Poehler. Poehler werd voor haar werk in de serie viermaal genomineerd voor een Emmy Award voor Beste vrouwelijke hoofdrol in een komische serie; in 2010, 2011, 2012 en 2013. Andere rollen worden vertolkt door Rashida Jones, Aziz Ansari, Nick Offerman, Aubrey Plaza, Paul Schneider, Chris Pratt, Jim O'Heir en Retta. Toen Schneider de serie aan het einde van het tweede seizoen verliet, werden twee nieuwe personages geïntroduceerd, gespeeld door Adam Scott en Rob Lowe. Halverwege het zesde seizoen zullen zowel Jones als Lowe de serie verlaten. De serie kende tevens diverse prominente personen in gast- of terugkerende rollen, waaronder Megan Mullally, Paul Rudd, Louis C.K., Will Arnett, Patricia Clarkson, John McCain en de Amerikaanse president Joe Biden.
Parks and Recreation is bedacht door Greg Daniels en Michael Shur, de bedenker respectievelijk schrijver en producent van The Office US. De serie zou oorspronkelijk een spin-off van The Office worden, maar dit idee is later losgelaten. Parks and Recreation gebruikt dezelfde mockumentary-opnametechniek als The Office.
De kritieken in het eerste seizoen waren gematigd; men vergeleek de serie vaak op negatieve wijze met The Office. Toch werd de serie vanaf het tweede en voornamelijk het derde seizoen beter gewaardeerd. Voor haar derde seizoen werd de serie in 2011 genomineerd voor een Emmy Award voor Beste Komische serie, die uiteindelijk toekwam aan Modern Family. Ondanks kritische ondersteuning blijft de serie achter in kijkcijfers ten opzichte van haar concurrentie. Parks and Recreation werd op 9 mei 2013 door NBC hernieuwd voor een zesde seizoen, dat zou bestaan uit 22 afleveringen en zou beginnen op 26 september 2013. Dit seizoen zal tevens de honderdste aflevering van de serie bevatten.

## Productie

### Conceptie
Park and Recreation is bedacht door Greg Daniels, die verantwoordelijk was voor de Amerikaanse versie van The Office, en Michael Schur, een schrijver en producent van eerdergenoemde komedieserie. Aangezien The Office de best bekeken sitcom van de zender NBC was, verzocht Ben Silverman Daniels bij zijn aantreden als voorzitter van NBC, een spin-off van The Office te ontwikkelen.

When we were talking about this, we were in the middle of the election. The economy hadn’t collapsed yet, but we got the general sense that the government was going to be playing a more significant role in years to come. We had no idea how right we were.

(Toen we het hierover hadden, zaten we midden in de verkiezingen. De economie was nog niet ingestort, maar er heerste een algemene opvatting dat de overheid een belangrijkere rol zou spelen in de komende jaren. We hadden geen idee hoe correct dit zou blijken.)
— Michael Schur (2009)

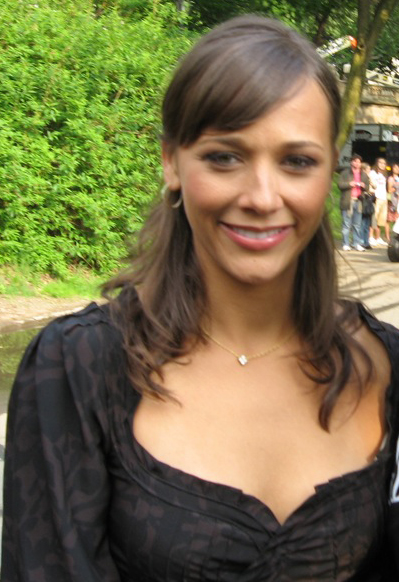
Rashida Jones (Ann Perkins) speelde tevens in The Office US, als een ander personage.

Schur en Daniels twijfelden aanvankelijk aan datgene waar de serie om zou draaien, en overwogen meerdere ideeën. Het idee van een spin-off werd uiteindelijk losgelaten, omdat er geen geschikt verhaal rond kon worden verzonnen. Het uiteindelijk idee voor de serie kwam toen bekend werd dat Amy Poehler, bekend van haar voormalige rol in Saturday Night Live, beschikbaar was voor een hoofdrol. De serie werd ontwikkeld tijdens de Amerikaanse presidentsverkiezingen van 2008; de eerste aflevering werd medio 2008 geschreven. De makers kozen er uiteindelijk voor de serie te richten op het parkendepartement in een kleine plaats, met een onbenullige maar welwillende bureaucraat in de hoofdrol.
Schur stelde dat hij bedacht had dat mensen uit verschillende groepen en gebieden, waaronder burgers en medewerkers van de gemeente, aan één probleem dienden te werken in de serie. Hij werd hiervoor geïnspireerd door de tv-serie The Wire. Dit centrale element werd de grote kuil achter het huis van Ann, en de vruchteloze pogingen van Leslie en het parkendepartement om de kuil te vullen en in een park te veranderen. Schur stelde dat het niet de bedoeling was dat de serie voor altijd om de kuil zou draaien, maar dat dit idee wel al vanaf het begin deel van het concept was. Enkele namen die voor de sitcom waren overwogen, waren The Education of Leslie Knope (De Educatie van Leslie Knope) en The Pit (De Kuil). De verhaallijn rond de kuil is sinds halverwege het tweede seizoen grotendeels losgelaten. De eerste helft van het derde seizoen draaide voornamelijk om het organiseren van een festival uit het verleden, het Harvest Festival, en het vierde seizoen draaide voornamelijk om de verkiezingsstrijd van Leslie Knope voor een plek in de gemeenteraad van Pawnee, Indiana.
De serie valt op door zijn positieve en ambitieuze toon, in tegenstelling tot de cynische sfeer van The Office US. Schur stelde dat de meeste personages inderdaad goed met elkaar overweg kunnen, omdat hij “gemene” komedie niet waardeert, maar stelt dat conflicten wel degelijk in het verhaal voorkomen, door bijvoorbeeld inspraakavonden met burgers en rivaliteit met andere departementen.
Het eerste seizoen bestond, evenals het eerste seizoen van The Office US, uit slechts zes afleveringen, en debuteerde in april 2009. Dit werd gedaan om de zwangerschap van Amy Poehler te accommoderen. Over het eerste seizoen stelde Schur: ”Normaal gesproken neem je de pilot op, test je die een miljoen keer, knutsel je eraan, neem je dingen opnieuw op. Je hebt zes maanden tussen opnemen en uitzenden, en dat hadden wij niet. We namen de eerste aflevering op, en een week later namen we de tweede aflevering op. We beschouwden het zes afleveringen duurde seizoen als de pilot. Als je die afleveringen terugkijkt, zie je dat veranderingen hebben gemaakt.” Na het bedenken van de serie, werd de hoofdverantwoordelijkheid voor de sitcom door Daniel overgedragen aan Schur.

### Scenario's
Parks and Recreation gebruikt in sommige afleveringen verhaallijnen die gebaseerd zijn op werkelijke gebeurtenissen of hete hangijzers, veelal uit de Amerikaanse politiek. Enkele voorbeelden hiervan zijn:
- Pawnee Zoo: Leslie trouwt per ongeluk twee pinguïns in de lokale dierentuin die beide mannetjes blijken te zijn. Dit leidt tot een aanvaring met conservatieve stadsbewoners inzake het homohuwelijk.[35]
- The Stakeout: Tom, van Indiase afkomst, wordt gearresteerd terwijl hij zijn eigen busje in probeert te komen nadat hij zich heeft buitengesloten.[36] Naar analogie van de arrestatie van Henry Louis Gates in 2009, de Afro-Amerikaanse president van de Harvard-universiteit die zich had buitengesloten uit zijn eigen woning.[37]
- Practice Date: Een lokaal raadslid raakt in opspraak nadat een omvangrijk seksschandaal naar buiten wordt gebracht, dat meerdere prostituees en grotten in Brazilië betreft.[38] Naar analogie van de affaire rond Mark Sanford, voormalig gouverneur van South Carolina, van wie in 2009 een gelijkend seksschandaal naar buiten kwam.[39]
- Freddy Spaghetti: De stad Pawnee blijkt nagenoeg bankroet te zijn, en wordt verplicht onder curatele van de staat gesteld.[40] Naar analogie van de kredietcrisis van 2007.
- Jerry's Painting: Jerry geeft in een schilderij een naakte centaur per ongeluk Leslie's gezicht mee, wat leidt tot een actiegroep die het werk vernietigd wil zien en een discussie over pornografie en over overheidssubsidie in de kunstsector.[41]
- I am Leslie Knope: Het hoofd van de rioleringsdepartement stuurt een foto van zijn geslachtsdeel door naar alle vrouwen in het gemeentehuis.[42] Naar analogie van de affaire rond congreslid Anthony Weiner in 2011, die per ongeluk een foto van zijn erectie op Twitter postte.[43]
- Born & Raised: Het gerucht gaat rond dat Leslie niet daadwerkelijk in Pawnee is geboren, en het publiek eist de uitgebreide versie van haar geboorteakte.[44] Naar analogie van de affaire rond de geboorteakte van president Barack Obama, de zogenaamde Birther-beweging, die grotendeels eindigde in 2011.[45]
- Correspondent’s Lunch: Het e-mailadres van Leslie blijkt te zijn gehackt door een lokaal roddelblad, die het gebruikt voor nieuws. Naar analogie van het Afluisterschandaal van News of the World uit 2011.[46]

## Synopsis

### Seizoen 1

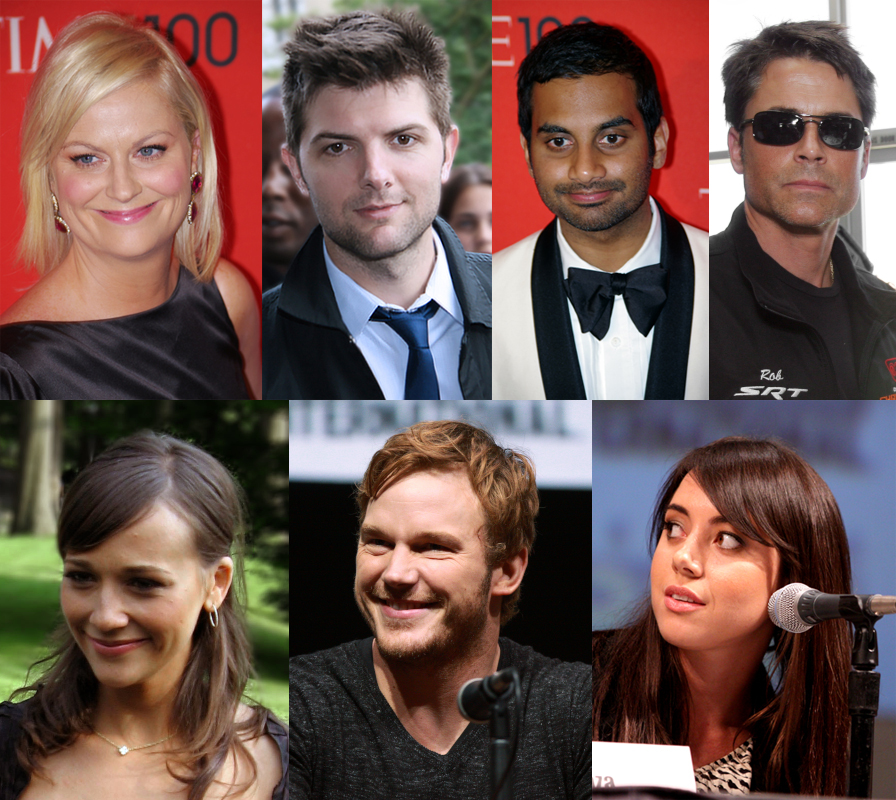
Acteurs uit Parks and Recreation. Boven (vlnr): Poehler, Scott, Ansari en Lowe. Onder (vlnr): Jones, Pratt en Plaza.

Wanneer Parks and Recreation begint, is Leslie Knope (Poehler) het ambitieuze en ietwat naïeve gedeputeerd hoofd van het departement Parks and Recreation in het kleine plaatsje Pawnee, Indiana. Op een avond organiseert ze, samen met haar collega Tom Haverford (Ansari), een bewonersbijeenkomst in haar thuisstad. Een van de gegadigden is een lokale verpleegster, Ann Perkins (Jones). Ann klaagt over het feit dat achter haar huis een grote kuil in de grond is ontstaan nadat een aannemersbedrijf het had gegraven voor een appartementencomplex en vervolgens failliet ging. Haar vriend, de werkloze muzikant Andy Dwyer (Pratt), is in de kuil gevallen en heeft daarbij beide benen gebroken. Leslie maakt het haar persoonlijke taak ervoor te zorgen dat de kuil niet alleen gevuld wordt, maar ook dat er een park op gebouwd zal worden.
Dit is het begin van een moeizame strijd voor Leslie. Haar baas, de libertair Ron Swanson (Offerman), is ironisch genoeg tegen elke vorm van overheidsingrijpen. Ook krijgt Leslie te maken met de moeizaamheid van de ambtenarij. Het lukt haar, met de hulp van stadsplanner Mark Brendanawicz (Schneider), een actiecomité op te richten, waaraan naast Tom en Mark ook de apathische stagiair April Ludgate (Plaza) meedoet. Andere medewerkers van het departement zijn Jerry Gergich (O'Heir) en Donna Meagle (Retta).
Leslie probeert met het project indruk te maken op Mark, met wie ze vier jaar geleden een onenightstand heeft gehad en waar ze altijd verliefd op is gebleven, en op haar moeder Marlene Griggs-Knope, een medeambtenaar die erg kritisch over haar is. Na een dronken nacht probeert Mark Leslie te zoenen achter Anns huis, maar Leslie negeert zijn avances vanwege zijn dronkenschap. Hierna valt ook Mark in de kuil en verwondt zich hierbij. Nadat de benen van Andy uit het gips mogen, komt Ann erachter dat Andy al weken eerder genezen was en haar bewust als dienstmeid heeft gebruikt. Het leidt tot een breuk in hun relatie.

### Seizoen 2

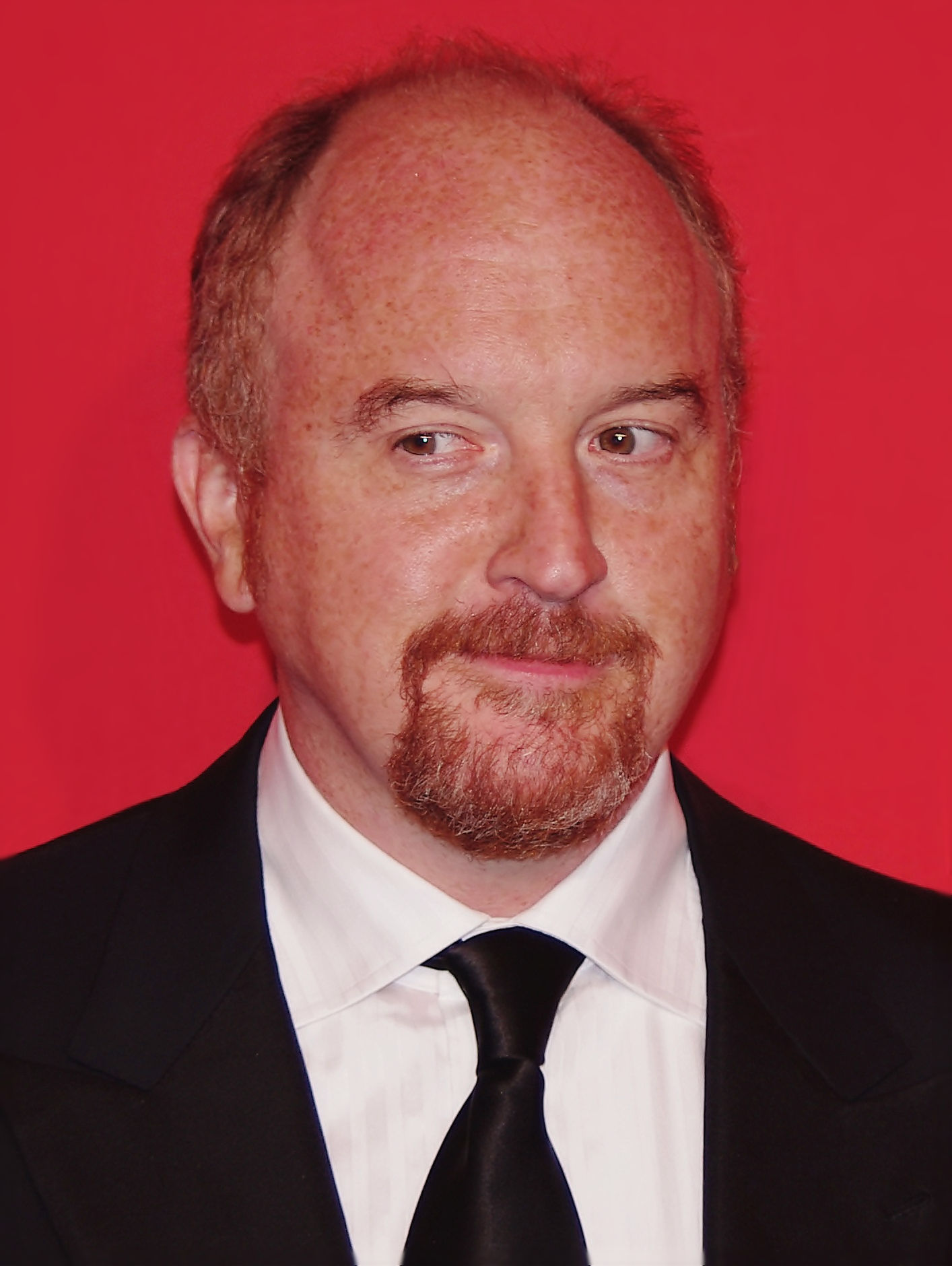
Louis C.K. verscheen in vijf afleveringen in het tweede seizoen en één aflevering in het vierde seizoen als agent Dave Sanderson

Leslie neemt uiteindelijk het lot in eigen handen en besluit de kuil achter Anns huis te vullen. Voor het bouwen van een park is echter nog geen geld aanwezig. Andy vindt werk als schoenenpoetser in het stadhuis. Nadat de stagetijd van April voorbij is, wordt zij de persoonlijke assistente van Ron.
In de tussentijd komt aan het licht dat Tom, die zijn tijd lanterfantend en flirtend met vrouwen doorbrengt, getrouwd is omwille van een verblijfsvergunning. Tom is in de loop der tijd echter verliefd geworden op zijn vrouw, Wendy, die uiteindelijk een relatie begint met Toms baas, Ron. In de tussentijd hebben Ann en Mark een relatie gekregen, nadat Ann Mark verzorgde in het ziekenhuis na zijn val in de kuil. Hoewel Leslie het hier aanvankelijk moeilijk mee had, geeft ze Ann toch haar zegen. Andy doet er intussen alles aan om Ann terug te winnen, en is een tijdje dakloos nadat Ann hem uit huis zet. Hierdoor heeft Andy geen oog voor de interesse die April in hem heeft ontwikkeld. Leslie heeft intussen zelf twee korte relaties, waaronder met politieagent Dave (C.K.).
Wanneer Mark Ann ten huwelijk vraagt, beseft Ann dat ze geen gevoelens meer voor hem heeft en verbreekt ze hun relatie. Tegelijkertijd komt aan het licht dat de stad zo goed als bankroet is. De staat stuurt twee opzichters, de opgepepte Chris Traeger (Lowe) en cynische Ben Wyatt (Scott), naar Pawnee om de uitgaven van de gemeente te beheren. In de tussentijd sluit het gemeentehuis volledig. Dit is voor Mark reden genoeg om ontslag te nemen en een baan te zoeken in de private sector.
Prominente gastrollen in dit seizoen waren weggelegd voor onder meer Megan Mullally, Louis C.K., Fred Armisen, Andy Samberg, Will Arnett en Justin Theroux. Rob Lowe en Adam Scott, later vaste personages, verschijnen als gastpersonages in dit seizoen.

### Seizoen 3

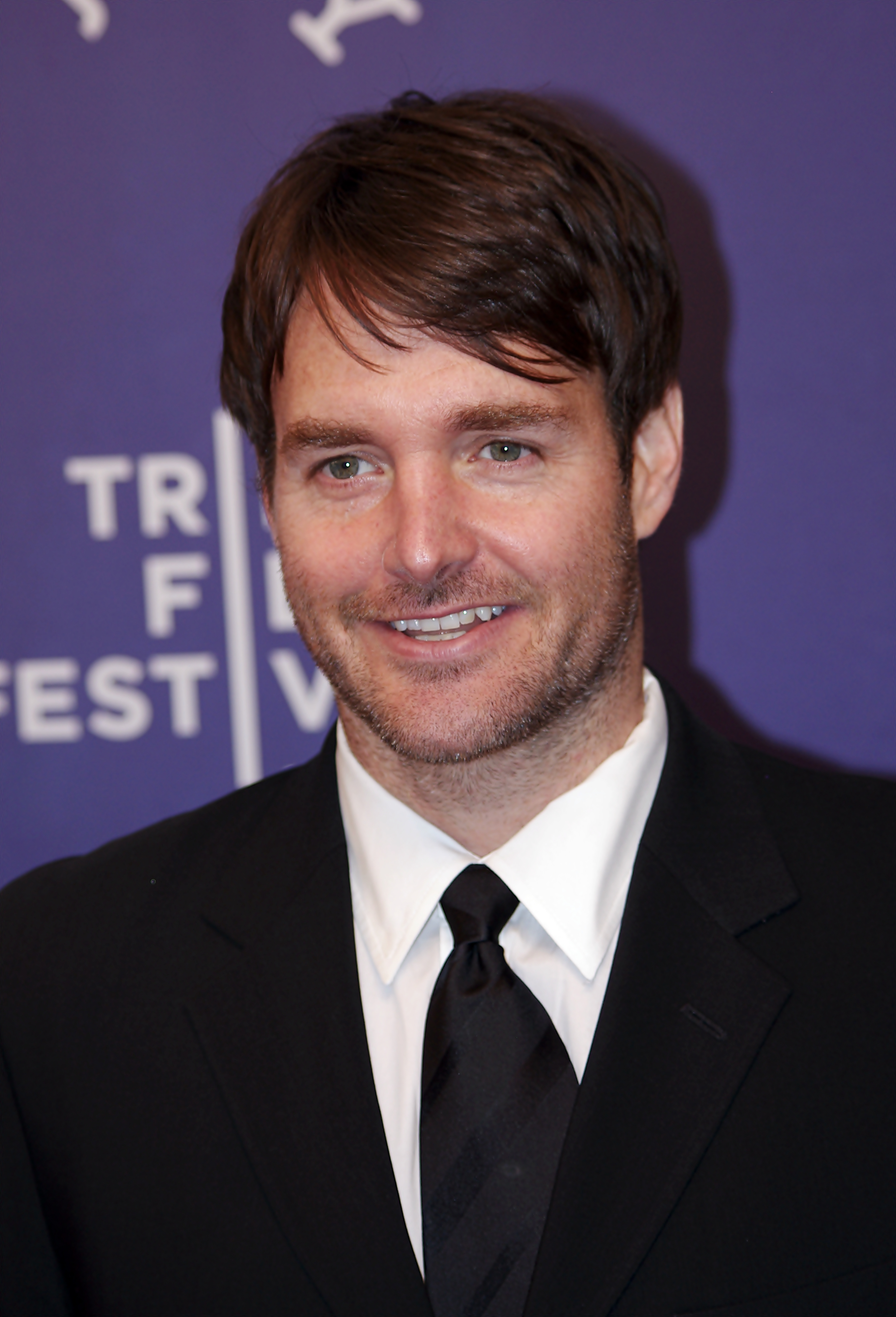
Will Forte verscheen in één aflevering in het derde seizoen als Kelly Larson

Het parkdepartement is weer geopend, maar niet volledig operationeel en nog altijd onder streng toezicht. Leslie besluit het overleven van haar departement af te laten hangen van de terugkeer van een groot evenement uit het verleden, het Harvest Festival (Oogstfestival). Na maandenlang plannen wordt het festival een groot succes en functioneert het departement weer volledig.
In de tussentijd hebben Chris en Ann korte tijd een relatie, die eindigt wanneer Chris tijdelijk terug verhuist naar de hoofdstad, Indianapolis, Indiana. Ook April en Andy krijgen een relatie. Tot ieders verbazing trouwen de twee slechts enkele weken later in een verrassingsceremonie. Leslie en Ben zijn erg tot elkaar aangetrokken, maar kunnen geen relatie beginnen in verband met een regel van Chris: binnen de overheid mag een hogergeplaatste geen relatie aangaan met een lagergeplaatste, om corruptie en voortrekkerij te voorkomen. Leslie en Ben vinden elkaar uiteindelijk toch, maar houden dit verborgen om hun baan veilig te stellen. Ben trekt bij April en Andy in. Wendy verhuist terug naar Canada, en verbreekt daarmee haar relatie met Ron. Ron zelf trouwt niet veel later in een opwelling met zijn demonische ex-vrouw, Tammy Swanson 2 (Mullally); een huwelijk dat de volgende dag nog eindigt.
Intussen is Tom aandeelhouder geworden in een hippe nachtclub, The Snakehole Lounge, samen met zijn zakenpartner Jean-Ralphio Saperstein (Schwartz). Tom wordt echter door Chris gedwongen zijn aandelen af te staan, omdat het zich vermengde met zijn functie bij de gemeente. Niet veel later richt Tom samen met Jean-Ralphio zijn eigen mediaconglomeraat op; Entertainment 7wenty. Het begeleidt, als eerste opdracht, de uitvaartceremonie van een geliefd paard in Pawnee. Op de avond van de ceremonie dient Tom zijn ontslag in bij de gemeente, om zich volledig te richten op Entertainment 7wenty en zo zijn droom te verwezenlijken in de entertainmentindustrie. Ook krijgt Ron die avond onverwacht bezoek van zijn eerste ex-vrouw Tammy Swanson 1. Ann besluit een baan aan te nemen in het gezondheidsdepartement bij de gemeente, maar blijft parttime werken als verpleegkundige. Leslie wordt benaderd door een team politiek adviseurs dat haar, onder de indruk van haar verdiensten bij het Harvest Festival, vraagt of ze bereid is zich op te werpen voor een verkiesbare functie als politicus. Hoewel Leslie hier verheugd op in gaat, stelt dit haar in een dilemma; haar relatie met Ben kan voor een toekomstig schandaal zorgen.
Prominente gastrollen in dit seizoen waren weggelegd voor onder meer Will Forte en Parker Posey.

### Seizoen 4

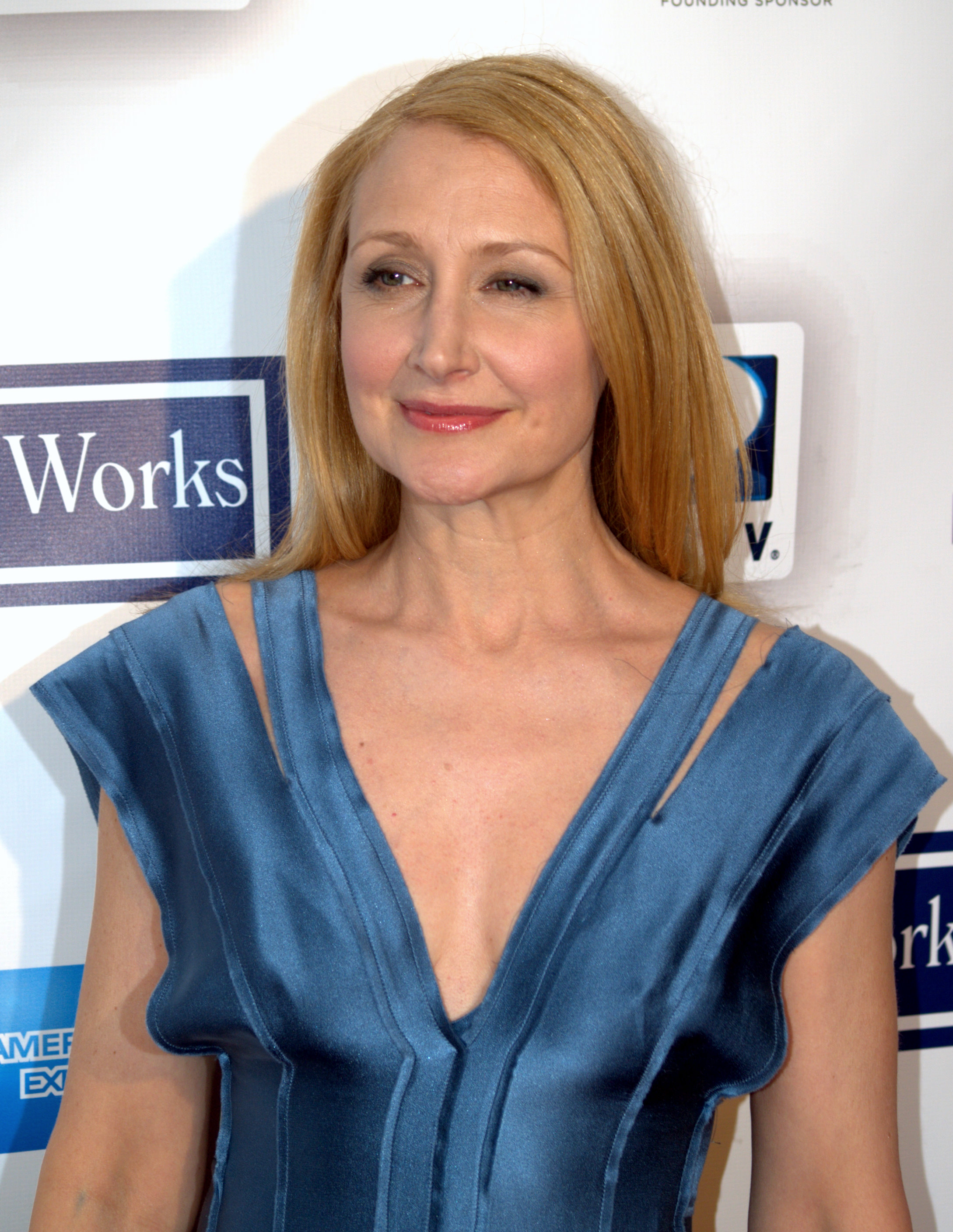
Patricia Clarkson verscheen in twee afleveringen in het vierde seizoen als Tammy Swanson I

Leslie accepteert de uitdaging en stelt zich verkiesbaar voor de gemeenteraadsverkiezingen in 2012. Hierdoor verbreken zij en Ben hun relatie. Intussen is Ann werkzaam in het gemeentehuis. Het avontuur van Tom faalt jammerlijk, omdat hij en zijn zakenpartners exorbitant veel geld over balk gooien zonder veel inkomsten te hebben. Rons ex-vrouw, Tammy 1, blijkt bij de federale overheid te werken en stelt een belastingsinspectie in naar Rons uitgaven. Ron en Tammy 1 krijgen een korte relatie, tot blijkt dat Tammy 1 enkel op het goud van Ron uit was. Andy wordt benoemd tot Leslie's persoonlijke assistente, en Tom keert terug bij het parkdepartement na zijn avontuur bij Entertainment 7wenty. Chris krijgt een relatie met Millicent Gergich (Wright), de dochter van Jerry.
Leslie voert actief haar verkiezingscampagne en schrijft een boek over de stad. Tijdens haar verkiezingscampagne kunnen Leslie en Ben de verleiding niet meer verstaan. Ze pikken de draad op, en maken hun relatie bekend bij Chris. Hij stelt een volledig ethisch onderzoek in, wat cumuleert in het ontslag van Ben en een tijdelijke schorsing van Leslie. Door het schandaal zakt Leslie diep weg in de peilingen, waardoor haar politieke adviseurs haar aan de kant schuiven. Haar collega's van het parkdepartement werpen zich op als haar campagneteam.
Leslie en haar team werken hard aan haar campagne. De belangrijkste tegenstander van Leslie blijkt de rijke maar incapabele Bobby Newport (Rudd), erfgenaam van het grote snoepempirum Sweetums uit Pawnee. Ben, Leslie's campagneadviseur, gaat de strijd aan met Jennifer Barkley (Hahn), de gehaaide professionele adviseur uit Washington D.C. die Bobby Newport heeft ingehuurd. In de tussentijd volgt Andy een cursus vrouwenstudies. April werpt zich op als plaatsvervanger voor Leslie's zaken, terwijl Ron door Chris wordt voorbereid voor het overnemen van de oude baan van Ben. Chris gaat door een diep dal door een reeks tegenslagen in zijn leven. Ann en Tom beginnen een knipperlichtrelatie op aansporen van April. In de tussentijd loopt Leslie steeds verder in op Bobby Newport in de peilingen.
Op de verkiezingsdag besluit Andy een carrière als politieagent te overwegen. Ann en Tom, in een dronken bui, besluiten samen te gaan wonen. Ron wijst de baan die Chris hem biedt af. Jennifer begint een seksuele relatie met Chris, die Chris uit zijn dal haalt. Jennifer, onder de indruk van de prestaties van Ben, nodigt hem uit voor een positie in een campagne voor het congres in Washington D.C. voor het komende half jaar, die Ben uiteindelijk aanneemt. Leslie wint de verkiezingen en wordt gemeenteraadslid in Pawnee.
Prominente gastrollen in dit seizoen waren weggelegd voor onder meer Sean Hayes, Paul Rudd, Kathryn Hahn, Patricia Clarkson en Carl Reiner.

### Seizoen 5

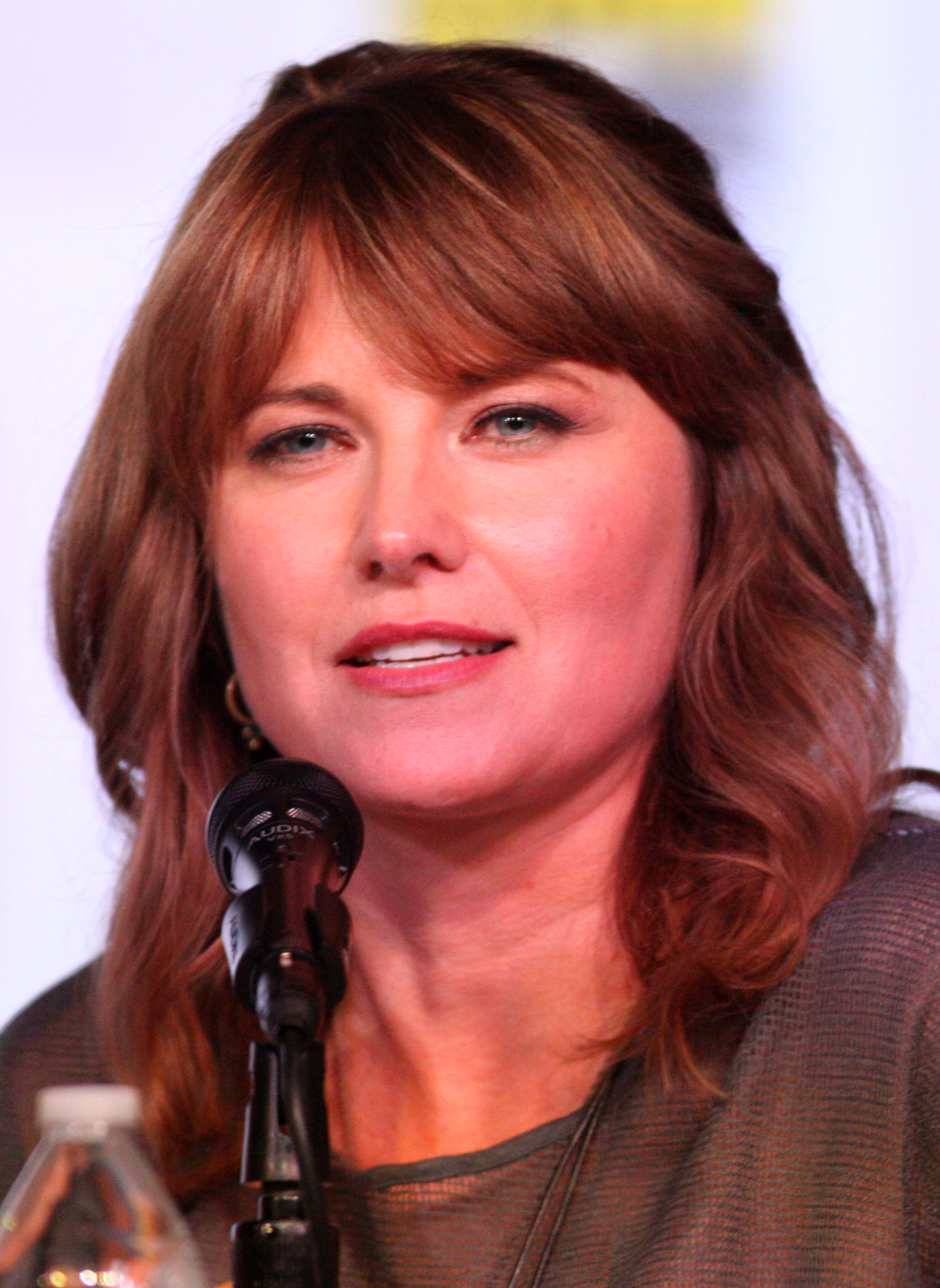
Lucy Lawless verscheen in meerdere afleveringen in het vijfde seizoen als Diane Lewis

Ben werkt in Washington D.C. aan een politieke campagne, en heeft April meegenomen als zijn assistente. Leslie heeft moeite met het onderhouden van een langeafstandsrelatie met Ben. Andy start met zijn training om zich uiteindelijk aan te melden voor de politieacademie. Leslie probeert te wennen aan haar nieuwe functie als gemeenteraadslid, waar ze vooral weerstand ondervindt van gemeenteraadslid Jamm (Glaser). April en Ben ontwikkelen een vriendschappelijke relatie in Washington D.C., terwijl Ron een relatie begint met Diane Lewis (Lawless), een alleenstaande moeder van twee dochters en de onderdirecteur van de middelbare school van Pawnee.
Leslie en Ben kopen een huis in Pawnee. Jerry lijdt aan een hartaanval, en tijdens een inzamelingsactie om hem te helpen, bedenkt Tom een nieuw zakenplan waarin hij zijn kleding verhuurt aan de jeugd in Pawnee. Ben krijgt, na zijn succesvolle campagne in Washington D.C. de kans om een prominente verkiezingscampagne in Florida te leiden. Hij slaat het aanbod echter af, en besluit Leslie ten huwelijk te vragen, waar Leslie verheugd op in gaat.
Tom werkt het idee van zijn nieuwe kledingzaak, Rent a Swag uit en krijgt Ron en andere medewerkers van het parkendepartement zo ver om in zijn zaak te investeren. Andy werkt tijdelijk als bewaker in het gemeentehuis, om zich voor te bereiden om zijn politietraining. Ann besluit een kind te nemen met behulp van een zaaddonor. Na enkele mislukte pogingen tot het vinden van een juiste donor, vraagt ze Chris zijn zaad te doneren, waar hij na lang denken mee instemt.
April, zich aanpassend aan haar grotere rol in het parkendepartement, komt met het idee een hondenpark aan te leggen in Pawnee, waarvoor ze graag het braakliggende terrein naast Anns huis wil gebruiken. Leslie komt hierin tegen verzet, omdat zij haar droom voor een park en haar vier jaren werk niet verloren wil zien gaan. Beide vrouwen worden echter dwarsgezeten wanneer gemeenteraadslid Jamm de locatie wil geven aan een fastfoodrestaurant. Er wordt afgesproken dat binnen enkele maanden beide partijen hun financiën rond dienen te krijgen, waarna de gemeenteraad een beslissing zal nemen. Om de laatste benodigde financiën voor het bouwen van het park op tijd bij elkaar te krijgen, organiseren Leslie en Ben een gala op het terrein achter Anns huis. Na het behalen van het doel van het gala, besluiten Ben en Leslie op dat moment te trouwen op de plek van het gala. Andy neemt zijn toelatingstest voor de politieacademie af, waarin hij hoog scoort op de theorietest, maar jammerlijk faalt op de persoonlijkheidstest.
Ben begint aan zijn nieuwe baan als directeur van de tak van Sweetums dat zich toelegt op vrijwilligerswerk. Hij vraagt Andy om voor hem te komen werken, nadat Andy talent vertoont voor het werk. Ann en Chris hervinden hun liefde tijdens hun pogingen een kind te krijgen. Tom krijgt een relatie met Mona Lisa Saperstein (Slate), de losgeslagen tweelingzus van Jean-Ralphio en medewerker van zijn winkel. Nadat Leslie ervoor zorgt ervoor zorgt dat het inefficiënte departement Animal Control wordt opgeheven, zorgt April ervoor dat het departement wordt ondergebracht in Parks and Recreation, en dat zijzelf het gedeputeerde hoofd van deze afdeling wordt. Jerry gaat met pensioen, maar keert enkele dagen in de week terug als vrijwilliger. Aan het einde van Leslie’s eerste jaar als gemeenteraadslid, blijkt dat een deel van de lokale bevolking niet te spreken is over haar verdiensten. Zij tekenen een recall-election aan, waardoor de positie van Leslie onder druk komt te staan. Tom krijgt een anoniem overnamebod van zijn winkel, dat hij op advies van Ron afslaat. Hierop kondigt de anonieme geïnteresseerde aan een nieuwe winkel te openen tegenover die van Tom, met dezelfde formule, om de concurrentie met hem aan te gaan. Diane, de vriendin van Ron, blijkt zwanger te zijn.
Prominente gastrollen in dit seizoen waren weggelegd voor politici Joe Biden, John McCain, Newt Gingrich, Olympia Snow en Barbara Boxer. Daarnaast speelden Lucy Lawless, John Glaser, Brad Hall, Christie Brinkley, Jason Schwartzman en Jonathan Banks gastrollen.

### Seizoen 6
Parks and Recreation werd op 9 mei 2013 door NBC hernieuwd voor een zesde seizoen, dat bestaat uit 22 afleveringen. Het zesde seizoen debuteert op 26 september 2013 met een dubbele aflevering, die zich afspeelt in Londen. Dit seizoen bevat tevens de honderdste aflevering van de serie. Amy Poehler vertelde in een interview op 14 mei 2013 dat het zesde seizoen van Parks and Recreation "erg, erg interessant" zou worden, en dat de verhaallijn van de recall-election, waarmee het vijfde seizoen werd afgesloten, een rol zou spelen. Op 31 juli 2013 werd bekendgemaakt dat zowel Jones als Lowe de serie halverwege het zesde seizoen zullen verlaten. Bevestigde gastacteurs in het seizoen 6 zijn Kristen Bell, Heidi Klum, Henry Winkler, Sam Elliott en Lucy Lawless.

### Seizoen 7
In het jaar 2014-2015 werd het laatste seizoen van "Parks and Recreation" uitgezonden. Het zevende seizoen (dat ook "The Farewell Season" genoemd wordt) bevat 13 afleveringen. Dit seizoen speelt zich 3 jaar af na seizoen 6, en focust op de toekomst van de personages. Het meest schokkende dat op die drie jaar gebeurde is de ruzie tussen Ron en Leslie, en het feit dat ze niet meer met elkaar willen praten. Ook krijgt Ben de kans om City Counselor te worden, wil April een job zoeken die beter bij haar past,  heeft Andy een eigen tv-serie, en opent Tom zijn restaurant "Tom's Bistro". Donna en Joe trouwen, en Jerry/Terry/Larry/Garry krijgt de kans om burgemeester te worden. Op het einde van de serie verhuizen Leslie en Ben en April en Andy naar Washington D.C. De 125ste en tegelijkertijd ook laatste aflevering laat  het leven van de hoofdpersonages zien een paar jaar na het zevende seizoen. Voor de finale keren Jones en Lowe terug om hun rollen als Ann en Chris voor een laatste keer leven in te blazen.

## Acteurs

### Reguliere acteurs

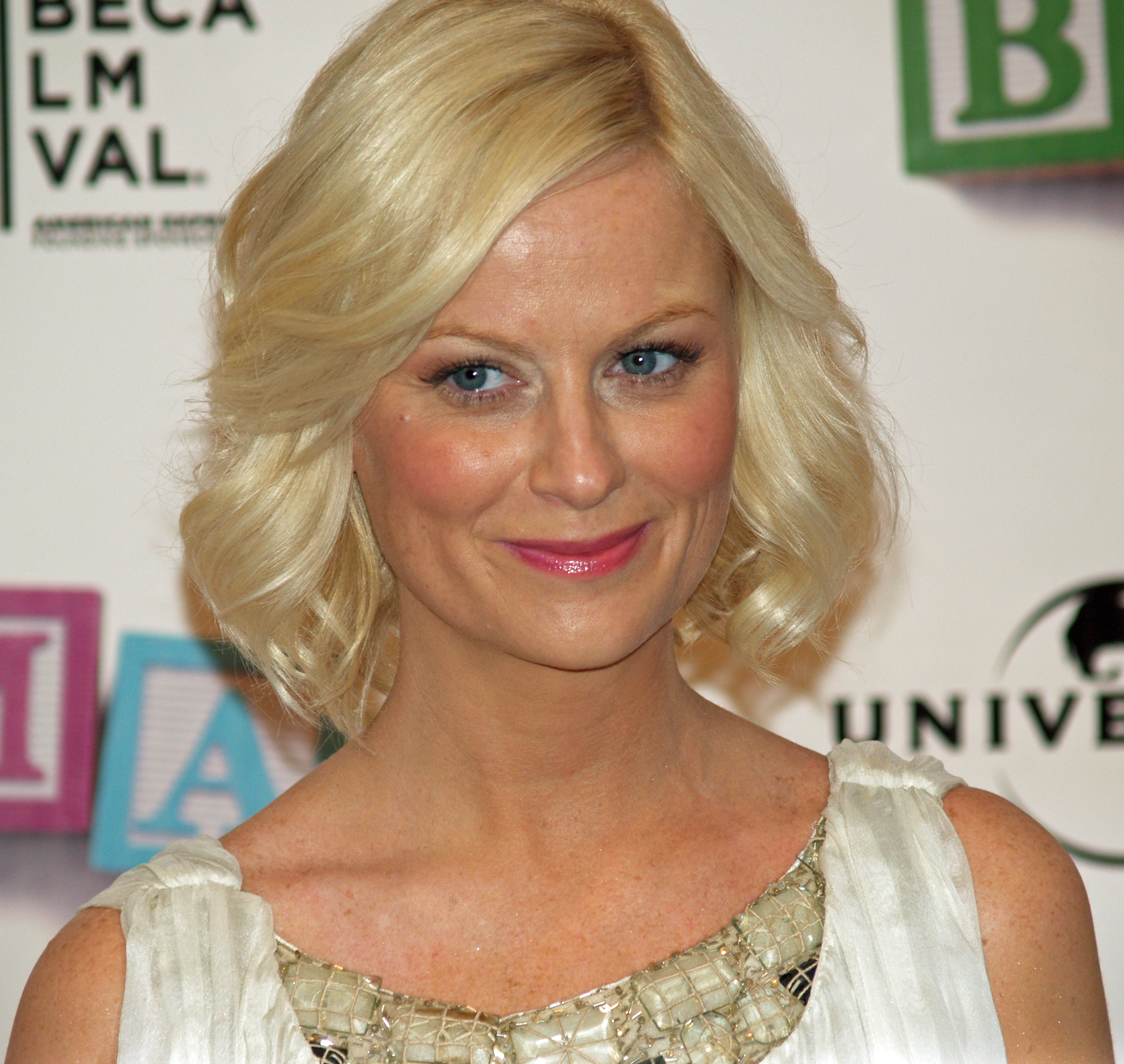
Amy Poehler (Leslie Knope)

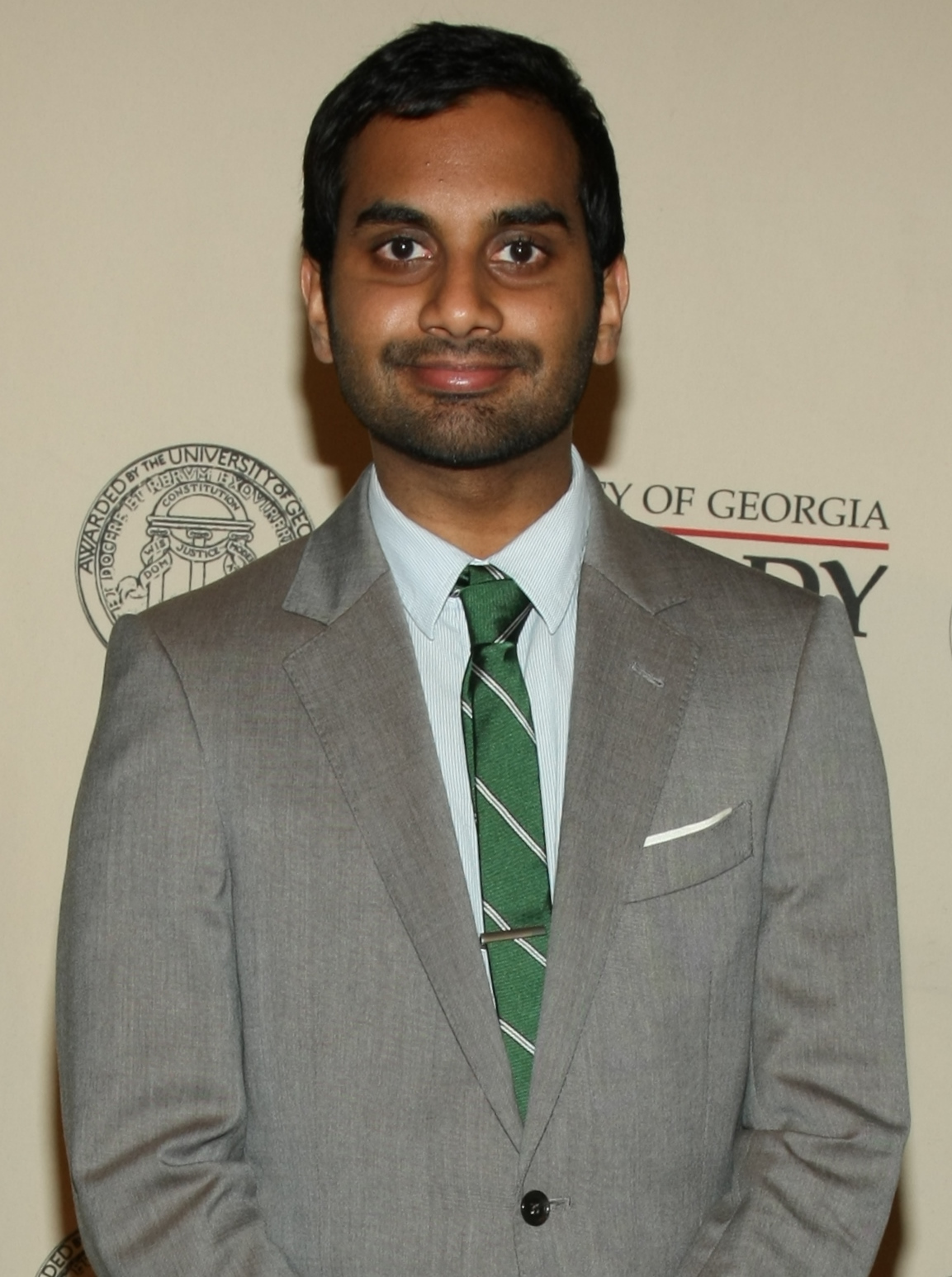
Aziz Ansari (Tom Haverford)

- Amy Poehler als Leslie Knope (sinds seizoen 1): Het gedeputeerd hoofd van het parkdepartement en verkozen tot gemeenteraadslid in Pawnee. Aanvankelijk naïef en onzeker, groeit Leslie uit een effectieve en daadkrachtige bureaucraat en een goede vriendin voor haar collega's. Leslie heeft een relatie met Ben.
- Rashida Jones als Ann Perkins (seizoen 1 - 6): Aanvankelijk verpleegkundige in Pawnee. Ann komt in beeld nadat haar toenmalige vriend, Andy, in een kuil bij haar huis viel. In de loop der tijd wordt zij Leslie's beste vriendin en vertrouweling. Ann wordt later parttime werkzaam in het gezondheidsdepartement van Pawnee.
- Aziz Ansari als Tom Haverford (sinds seizoen 1): De extraverte en modebewuste medewerker van het parkdepartement. Tom lijkt weinig inzet te tonen voor zijn werk, maar vooral geïnteresseerd te zijn in het verwezenlijken van zijn ambitie om rijk en beroemd te worden.
- Nick Offerman als Ron Swanson (sinds seizoen 1): De stoïcijnse baas van Leslie, die er erg libertarische gedachten op na houdt. Ron, vaak omschreven als erg mannelijk, houdt van vlees, houtbewerken en brunettes. Hoewel hij tegen elke vorm van overheid is, werkt hij als hoofd van het parkdepartement.
- Aubrey Plaza als April Ludgate (sinds seizoen 1): Begonnen als stagiair, klimt April op tot assistent en medewerker in het parkdepartement. April staat bekend om haar apathie, duister gevoel voor humor en haar hekel aan bijna alles en iedereen. Onder haar façade blijkt ze warmhartig en een trouwe vriendin. Ze is getrouwd met Andy.
- Paul Schneider als Mark Brendanawicz (seizoen 1 - 2): De nuchtere stadsplanner in Pawnee, waarop Leslie al tijden een oogje heeft. Hij helpt Leslie bij het verwezenlijken van het park op de plek van de gegraven kuil. Mark neemt ontslag nadat zijn relatie met Ann stukloopt en de gemeente tijdelijk haar deuren sluit.
- Chris Pratt als Andy Dwyer (sinds seizoen 2, speciale gastrol in seizoen 1): Begonnen als muzikant in een lokale band, wordt Andy zelfstandig wanneer Ann hun relatie verbreekt. Andy is niet erg intelligent, maar is trouw aan zijn vrienden. Hij werkt zich op tot assistent van Leslie. Andy is getrouwd met April.
- Rob Lowe als Chris Traeger (seizoen 3 - 6, gastrol in seizoen 2): De opwekte en positieve Chris arriveert vanuit de hoofdstad om orde op zaken te stellen in het failliete Pawnee. Hij blijft werkzaam in het gemeentehuis en heeft een tijd lang een relatie met Ann.
- Adam Scott als Ben Wyatt (sinds seizoen 3, gastrol in seizoen 2): Ben arriveert samen met Chris in Pawnee. Aanvankelijk vijandig tegenover Leslie, ontwikkelen de twee al snel warme gevoelens voor elkaar. Ben wordt vaak een nerd genoemd om zijn interesses en beroep in de financiële sector. Hij heeft aspiraties professioneel politiek adviseur te worden.
- Jim O'Heir als Garry "Jerry" Gergich (sinds seizoen 1): Aanvankelijk een achtergrondfiguur maar later prominenter vertegenwoordigd, werkt Jerry al jaren in het parkdepartement. Hij is vaak het mikpunt van spot op het werk. Hij is gelukkig getrouwd en heeft drie dochters.
- Retta als Donna Meagle (sinds seizoen 1): Evenals Jerry begonnen als een achtergrondpersonage. Donna staat bekend om haar voorliefde voor haar Mercedes-Benz, mannen en luxeartikelen.

### Terugkerende acteurs

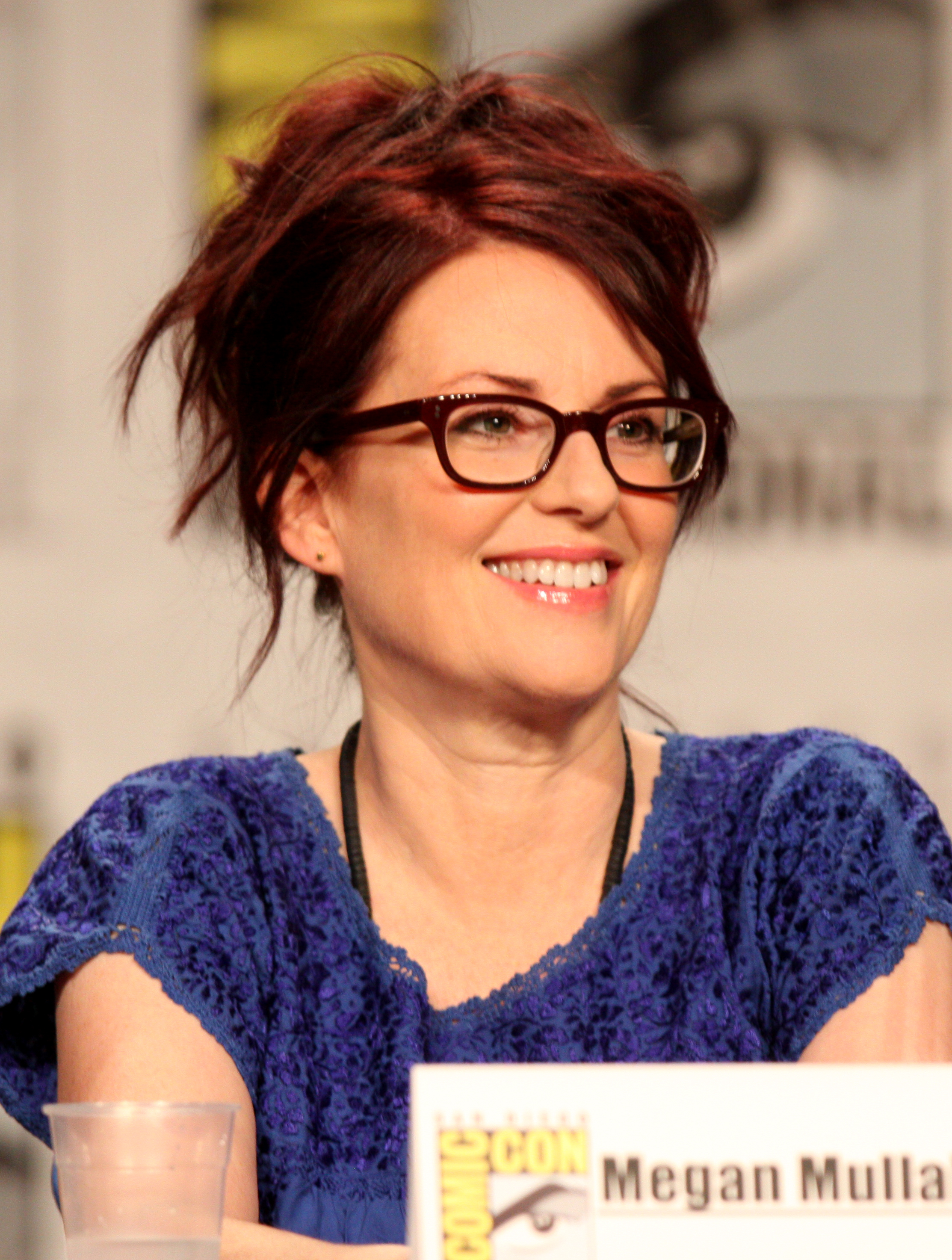
Megan Mullally (Tammy Swanson II)

Pawnee, de fictieve stad waarin Parks and Recreation zich voor het grootste gedeelte afspeelt, is meerdere malen op positieve wijze vergeleken met het eveneens fictieve Springfield uit de geanimeerde komedie The Simpsons, om zijn grote veelzijdigheid aan excentrieke inwoners die terugkerende personages vormen. Deze terugkerende personages zijn onder meer mediapersoonlijkheden, politici en burgers van de stad en personages die gerelateerd zijn aan de reguliere personages. De meeste prominente hiervan zijn:
- Megan Mullally als Tammy Swanson II (seizoen 2 - 7), de demonische ex-vrouw van Ron en medewerker van het bibliotheekdepartement, met wie Ron twee maal getrouwd en gescheiden is. Mullally is in werkelijkheid getrouwd met Nick Offerman, de acteur die Ron speelt.
- Louis C.K. als Dave Sanderson (seizoen 2 en 4), een politieagent uit Pawnee die korte tijd een relatie met Leslie heeft. Deze relatie eindigt wanneer hij een baan in een andere stad aanneemt.
- Mo Collins als Joan Callamezzo (seizoen 2 - 7), een mediapersoonlijkheid in Pawnee met onder meer een eigen talkshow en boekenclub. Joan wordt vaak vergeleken met Oprah Winfrey.
- Ben Schwartz als Jean-Ralphio Saperstein (seizoen 2 - 7), de extravagante vriend en later zakenpartner van Tom. Hij verdient zijn geld door het aannemen van banen waarvoor hij ongeschikt is en door verzekeringsfraude te plegen.

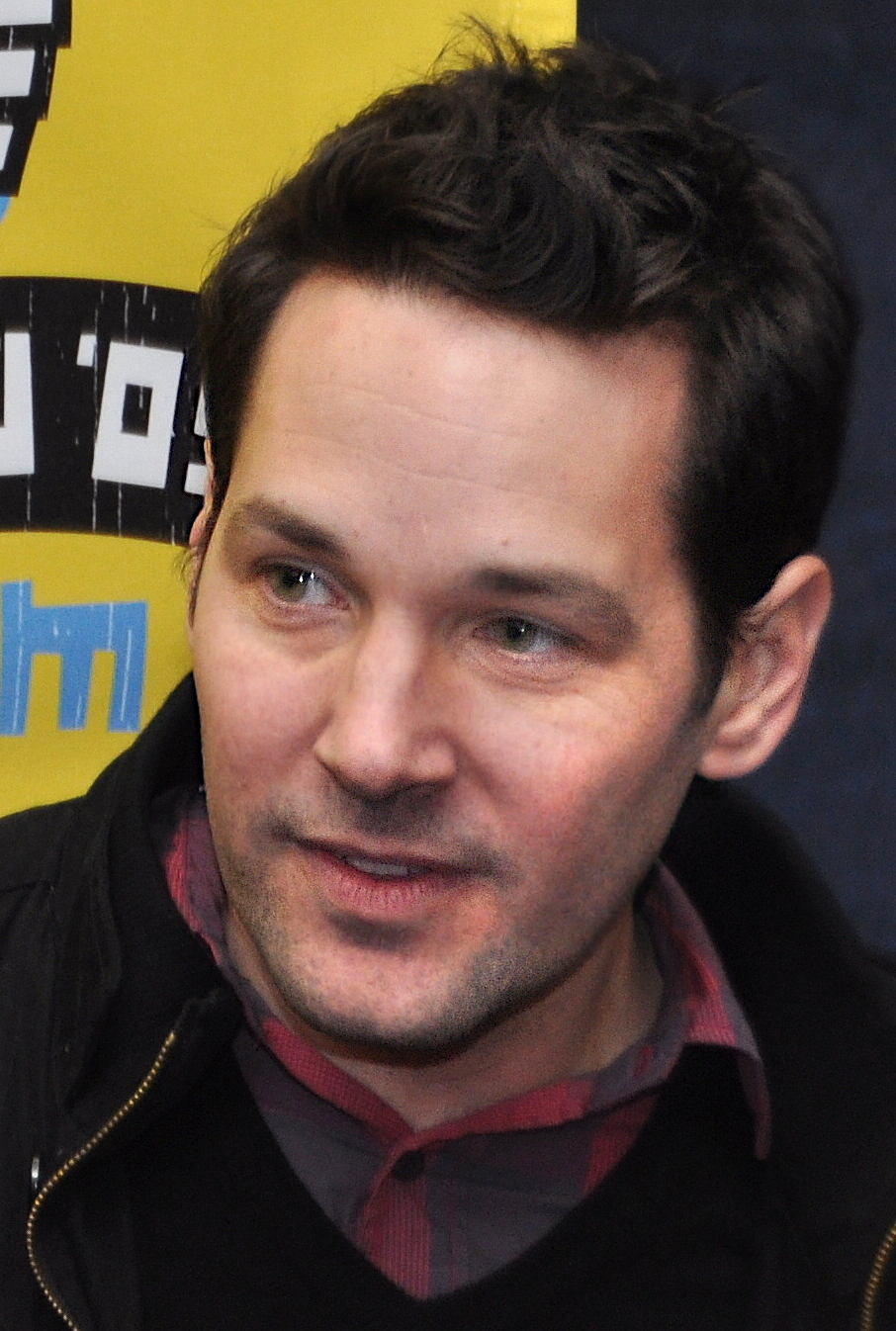
Paul Rudd (Bobby Newport)

- Jay Jackson als Perderick "Perd" L. Hapley (seizoen 2 - 7), de welbespraakte nieuwspresentator van Pawnee die onder meer een programma presenteert rondom de verkiezingen in de stad.
- Pamela Reed als Marlene Griggs-Knope (seizoen 1 - 5), de moeder van Leslie en medewerker van het educatiedepartement van Pawnee. Voornamelijk in het eerste seizoen doet Leslie hard haar best om indruk te maken op haar moeder.
- Lucy Lawless als Diane Lewis (seizoen 5 - 6), een alleenstaande moeder van twee dochters en een onderdirecteur op een middelbare school. Ze wordt de vriendin van Ron nadat hij haar hielp een kuil in de weg te vullen.
- Darlene Hunt als Marcia Langman (seizoen 2, 3 en 5), een conservatieve activiste, die opkomt voor traditionele familiewaarden in de stad. Ze protesteerde tegen een naaktschilderij, de Twilightboeken en een huwelijk tussen twee mannelijke pinguïns.
- Paul Rudd als Bobby Newport (seizoen 4), de incapabele maar charmante tegenstander van Leslie in haar verkiezingscampagne, en erfgenaam van het snoepimperium Sweetums in Pawnee.
- Blake Lee als Ben (seizoen 2 - 3), de biseksuele ex-vriend van April en Josh Duvendeck als Derek (seizoen 2 - 3), de vriend van Ben. Ze beide delen het cynisme en sarcasme van April.
- Jama Williamson als Wendy Haverford (seizoen 2 - 3), de Canadese ex-vrouw van Tom. Ze scheiden omdat het huwelijk uitsluitend bedoeld was om Wendy een verblijfsvergunning te geven. Ze is later de vriendin van Ron, voor ze terug verhuist naar Canada.
- Kirk Fox als Joe (seizoen 2 - 5), een medewerker van het rioleringsdepartement van Pawnee, die wordt ontslagen wanneer hij een foto van zijn erectie stuurt naar iedereen in het gemeentehuis.
- Alison Becker als Shauna Malwae-Tweep (seizoen 1 - 6), de reporter van een lokale krant in Pawnee. Shauna is erg ongelukkig is in de liefde, en is twee keer geïnteresseerd in dezelfde man als Leslie.
- Detlef Schrempf als zichzelf (seizoen 2 - 5), een beroemde basketballer van de Indiana Pacers die Tom meermalen inhuurt.

### Diversiteit
Parks and Recreation, met haar nadruk op de succesvolle en integere Leslie Knope en haar vriendschap met Ann Perkins, heeft bijval gevonden van de feministische beweging. Tilly Wood van de UEA Feminist Society prees het feit dat de vrouwelijke personages niet worden gesekualiseerd en gelijk worden behandeld. Kate Dailey van The Daily Beast prees de feministische boodschap van de serie, en haar nadruk op keuzevrijheid voor vrouwen, vooral gepresenteerd in de vorm van het personage Leslie Knope. Nick Offerman, die de mannelijke Ron Swanson portretteert, heeft aangegeven zich als feminist te beschouwen.
Parks and Recreation bevat acteurs van diverse etnische achtergronden. De etnische achtergrond van Anne Perkins (Jones) is in de serie ambigu gelaten, wat soms voor komisch effect is gebruikt. De actrice die haar vertolkt is de dochter van de Afro-Amerikaanse muzieklegende Quincy Jones en de Joodse actrice Peggy Lipton. Tom Haverford (Ansari), die zijn naam liet veranderen omdat hij dacht dat dit voordelig zou zijn voor zijn politieke carrière, is van Indiase afkomst, maar beschouwt zich als redneck, omdat hij geboren is in South Carolina. Dit reflecteert situatie van de acteur die Tom vertolkt. Het personage Tom Haverford wordt in het werk van Catherine Luther, Carolyn Ringer Lepre en Naeemah Clark over diversiteit in Amerikaanse massamedia, aangehaald als een positieve uitzondering op de stereotiepe weergave van Indiase mannen als slimme, sociaal ongemakkelijke en aseksuele personen, zoals het geval is bij bijvoorbeeld Abed Nadir uit Community en Raj Koothrappali uit The Big Bang Theory. Zowel Jones als Ansari zijn in 2013 genomineerd voor een NAACP Image Award, die werk van kleurlingen in media beloont. Donna Meagle (Retta) is Afro-Amerikaanse, en zegt familie te zijn R&B-zanger Ginuwine. April Ludgate (Plaza) is van Puerto Ricaanse afkomst via haar moeder en van Amerikaanse afkomst via vader, hoewel bij de actrice die haar vertolkt haar vader Puerto Ricaans is en haar moeder Brits en Iers. Plaza werd in 2012 genomineerd voor een Imagen Award, die het werk van Latijns-Amerikanen in media beloont.
In het tweede seizoen van Parks and Recreation had April een relatie met de biseksuele Ben, die tevens een vriend had, Derek. April en Derek haatten elkaar, maar de drie werden toch vaak samen te zien, met Ben in het midden lopend. Parks and Recreation ontving in 2010 een nominatie voor een GLAAD Media Award, een prijs voor de representatie van lgbt'ers in media, voor de aflevering Pawnee Zoo, waarin Leslie per ongeluk twee mannelijke pinguïns trouwt en uitgroeit tot een icoon in de homoscene.

## Uitzendingen
| Seizoen | Aantal afleveringen | Uitgezonden                     | Uitgezonden                |  |
| ------- | ------------------- | ------------------------------- | -------------------------- |  |
| 1       | 6                   | 9 april 2009 – 14 mei 2009      | 6 juni 2013 – 13 juni 2013 |  |
| 2       | 24                  | 17 september 2009 – 20 mei 2010 | 7 mei 2013 – 5 juni 2013   |  |
| 3       | 16                  | 20 januari 2011 – 19 mei 2011   | n.t.b. – n.t.b.            |  |
| 4       | 22                  | 22 september 2011 – 8 mei 2012  | n.t.b. – n.t.b.            |  |
| 5       | 22                  | 20 september 2012 – 2 mei 2013  | n.t.b. – n.t.b.            |  |
| 6       | 22                  | 26 september 2013 – najaar 2014 | n.t.b. – n.t.b.            |  |

### Internationale uitzendingen
Parks and Recreation wordt op dit moment in de volgende landen uitgezonden:
- Australië – The Seven Network[130]
- Canada – Citytv[131]
- Denemarken – DR HD[132]
- Duitsland - Glitz[133]
- Filipijnen – Jack TV[134]
- Finland – MTV 3 Komedia (als Puisto-osasto, ofwel Parkafdeling)[135]
- Hongarije - Comedy Central (als Városfejlesztési Osztály, ofwel Stedelijk Ontwikkelingsbureau)[136]
- Ierland – RTÉ[137]
- India – Zee Café[138]
- Italië – Joi[139]
- Nederland – Comedy Central, RTL 8 en Viceland[2][3]
- Portugal – AXN White[140]
- Verenigde Staten - NBC[1]
- Zuid-Afrika – MNET[141]
- Zweden – TV4 Komedi[142]

## Ontvangst

### Kritische ontvangst
| Ontvangst           |            |
| Metacritic          |            |
| Seizoen             | Waardering |
| 1                   | 59/100     |
| 2                   | 72/100     |
| 3                   | 83/100     |
| 4                   | 84/100     |
| 5                   | 86/100     |
| 6                   | –          |
| Andere Aggregatoren |            |
| Aggregator          | Waardering |
| IMDb                | 8,5/10     |
| TV.com              | 7,3/10     |

De verwachtingen voor Parks and Recreation vooraf waren hooggespannen, omdat de makers eerder succes hadden gehad met The Office US en om het feit dat Amy Poehler de hoofdrol speelde. Nog voor de serie in première ging, lekte een kijkpanelonderzoek uit, dat voor Nikki Flinke werd gepubliceerd in LA Weekly. Uit het rapport bleek dat de testkijkers negatief op de eerste aflevering reageerden: Parks and Recreation zou, onder meer, te veel op The Office US lijken, te voorspelbaar zijn en een sterke mannelijke hoofdrol missen.
Voor het eerste seizoen, bestaande uit zes afleveringen, waren de reacties gemengd. Critici merkten op dat de serie te veel op The Office US leek, om haar opnamestijl en om haar sullig en incompetent hoofdpersonage. Als negatieve aspecten werden verder genoemd dat de serie te eentonig was, de ondersteunende personages weinig toevoegden en de serie voorspelbaar was. Het werk van Amy Poehler werd geprezen, hoewel haar personage als te optimistisch en idealistisch werd omschreven. Critici stelden dat Parks and Recreation veel potentie had, maar dit nog had getoond in haar eerste seizoen. De laatste aflevering van het seizoen, Rock Show werd als een stap in de goede richting ervaren, waarin de serie zijn juiste toon vond. Bedenkers Schur en Daniels stelden later over het eerste seizoen dat het het nodige fundament voor de serie legde. Daarnaast stelden zij dat de eerste zes aflevering in haast gemaakt waren, en dat Parks and Recreation leed aan negatieve vergelijken met The Office US om hun verwantschap. Het eerste seizoen ontving een waardering van 59/100 op recensieaggregator Metacritic.
De kritieken voor het tweede seizoen waren merkbaar positiever. Het personage Leslie werd als minder verstrooid en dromerig ervaren, en de bijpersonages werden als verder uitgediept gezien. Verder werd de verhaallijn van het te bouwen park op de plek van de kuil, ongeveer halverwege het tweede seizoen compleet verlaten. Critici prezen deze ontwikkeling, omdat er meer ruimte vrij kwam om de relaties tussen de personages vast te leggen. Na de eerste zes afleveringen was het fundament voor de personages en de omgeving gelegd, en zou de serie amusanter zijn geworden en in kwaliteit zijn verbeterd. Critici waren er bijna unaniem over eens dat het tweede seizoen een sterke verbetering was ten opzichte van het eerste. Bedenker Schur en Daniels stelden over de toename in het enthousiasme over de serie, dat zij de nodige aanpassingen hadden gedaan na het eerste seizoen, en dat het nodig was een aantal afleveringen te hebben waarin de kijker alles kon begrijpen, refererend aan het eerste seizoen. Het tweede seizoen van Parks and Recreation ontving op Metacritic een waardering van 72/100, een stijging ten opzichte van voorgaand seizoen. Amy Poehler ontving haar eerste Emmynominatie voor dit seizoen.
De kritische ondersteuning bleef aanhouden in het derde seizoen. Zo werd Parks and Recreation meermalen een van de beste komedies op televisie genoemd. De toevoeging van Adam Scott en Rob Lowe aan de serie werden als positief ervaren, en het central doel in het seizoen, namelijk het organiseren van het Harvest Festival, zou voor een duidelijk doel hebben gezorgd. Het derde seizoen werd met een 83/100 gewaardeerd op Metacritics; een stijging ten opzichte van voorgaand seizoen. Voor dit seizoen ontving de serie haar eerste Emmynominatie voor beste komische serie.
Het vierde seizoen van Parks and Recreation kreeg nog altijd overwegend positieve recensies. Sommige critici stelden dat het de verhaallijn over de verkiezingen de serie geen goed had gedaan, omdat het te veel ruimte vergde en sommige bijpersonages te veel naar de achtergrond dwong. Een andere genoemde reden was dat het derde seizoen moeilijk te overtreffen was in kwaliteit. Het vierde seizoen werd, in tegenstelling tot het derde, niet genomineerd voor een Emmy Award voor beste komische serie.
De opening van het vijfde seizoen werd goed ontvangen. Critici prezen onder meer de wijze waarop de komedie omging met veranderingen in het leven van haar personages.

### Kijkcijfers
| Seizoen | Uitzendtijd         | Première          | Finale        | Afleveringen | Kijkcijfers | Rang    |
| ------- | ------------------- | ----------------- | ------------- | ------------ | ----------- | ------- |
| 1       | donderdag 20:30 EST | 9 april 2009      | 14 mei 2009   | 6            | 5.970.000   | 96/193  |
| 2       | donderdag 20:30 EST | 17 september 2009 | 20 mei 2010   | 24           | 5.001.000   | 63/124  |
| 3       | donderdag 21:30 EST | 20 januari 2011   | 19 mei 2011   | 16           | 5.174.000   | 100/141 |
| 4       | donderdag 21:30 EST | 22 september 2011 | 8 mei 2012    | 22           | 4.411.000   | 119/156 |
| 5       | donderdag 21:30 EST | 20 september 2012 | 2 mei 2013    | 22           | 3.290.000   | 111/152 |
| 6       | donderdag 20:00 EST | 26 september 2013 | voorjaar 2014 | 22           | –           | –       |

### Onderscheidingen en nominaties
Parks and Recreation en haar acteurs en makers, zijn meermalen onderscheiden en genomineerd voor diverse televisieawards. De serie ontving tot op heden tien nominaties voor Emmy Awards en twee nominaties voor Golden Globe Awards. Hier volgt een lijst met de belangrijkste onderscheidingen en nominaties.
| Jaar | Award                            | Resultaat   | Categorie                                                                    | Genomineerde perso(o)n(en)                                                     | Bron            |
| ---- | -------------------------------- | ----------- | ---------------------------------------------------------------------------- | ------------------------------------------------------------------------------ | --------------- |
| 2010 | GLAAD Media Award                | Gewonnen    | Beste individuele aflevering in een serie zonder een regulier lgbt-personage | Parks and Recreation                                                           | [ 171 ]         |
| 2010 | Primetime Emmy Award             | Genomineerd | Buitengewone vrouwelijke hoofdrol in een komische serie                      | Amy Poehler als Leslie Knope, voor Telethon                                    | [ 5 ]           |
| 2010 | TCA Award                        | Genomineerd | Buitengewone individuele prestatie in komedie                                | Nick Offerman als Ron Swanson                                                  | [ 172 ]         |
| 2010 | TCA Award                        | Genomineerd | Buitengewone prestatie in komedie                                            | Parks and Recreation                                                           | [ 172 ]         |
| 2011 | AFI Award                        | Geëerd      | Top 10 televisieseries van het jaar                                          | Parks and Recreation                                                           | [ 173 ]         |
| 2011 | Critics' Choice Television Award | Genomineerd | Beste actrice in een komische serie                                          | Amy Poehler als Leslie Knope                                                   | [ 174 ]         |
| 2011 | Critics' Choice Television Award | Genomineerd | Beste komische serie                                                         | Parks and Recreation                                                           | [ 174 ]         |
| 2011 | Critics' Choice Television Award | Genomineerd | Beste bijrol in een komische serie                                           | Nick Offerman als Ron Swanson                                                  | [ 174 ]         |
| 2011 | Peabody Award                    | Geëerd      |                                                                              | Parks and Recreation                                                           | [ 175 ]         |
| 2011 | Primetime Emmy Award             | Genomineerd | Buitengewone komische serie                                                  | Parks and Recreation                                                           | [ 6 ] [ 24 ]    |
| 2011 | Primetime Emmy Award             | Genomineerd | Buitengewone vrouwelijke hoofdrol in een komische serie                      | Amy Poehler als Leslie Knope, voor Flu Season                                  | [ 6 ] [ 24 ]    |
| 2011 | Primetime Emmy Award             | Genomineerd | Buitengewone geluidmixing voor een half uur durende serie                    | Parks and Recreation voor End of the World                                     | [ 6 ] [ 24 ]    |
| 2011 | Satellite Award                  | Genomineerd | Beste actrice in een film, komedie of musical                                | Amy Poehler als Leslie Knope                                                   | [ 178 ]         |
| 2011 | TCA Award                        | Genomineerd | Individuele prestatie in komedie                                             | Amy Poehler als Leslie Knope                                                   | [ 179 ]         |
| 2011 | TCA Award                        | Gewonnen    | Individuele prestatie in komedie                                             | Nick Offerman als Ron Swanson (gelijke score met Ty Burrell van Modern Family) | [ 179 ]         |
| 2011 | TCA Award                        | Genomineerd | Programma van het jaar                                                       | Parks and Recreation                                                           | [ 179 ]         |
| 2011 | TCA Award                        | Genomineerd | Buitengewone prestatie in komedie                                            | Parks and Recreation                                                           | [ 179 ]         |
| 2012 | Golden Globe Award               | Genomineerd | Beste actrice in een komische of muzikale serie                              | Amy Poehler als Leslie Knope                                                   | [ 180 ]         |
| 2012 | Comedy Award                     | Gewonnen    | Komische serie                                                               | Parks and Recreation                                                           | [ 181 ]         |
| 2012 | Comedy Award                     | Gewonnen    | Actrice in een komische serie                                                | Amy Poehler als Leslie Knope                                                   | [ 181 ]         |
| 2012 | Comedy Award                     | Genomineerd | Schrijven voor een komische serie                                            | Parks and Recreation                                                           | [ 181 ]         |
| 2012 | Critics' Choice Television Award | Gewonnen    | Beste actrice in een komische serie                                          | Amy Poehler als Leslie Knope (gelijke score met Zooey Deschanel van New Girll) | [ 182 ]         |
| 2012 | Critics' Choice Television Award | Genomineerd | Beste komische serie                                                         | Parks and Recreation                                                           | [ 182 ]         |
| 2012 | Critics' Choice Television Award | Genomineerd | Beste bijrol in een komische serie                                           | Nick Offerman als Ron Swanson                                                  | [ 182 ]         |
| 2012 | Critics' Choice Television Award | Genomineerd | Beste gastspeler in een komische serie                                       | Kathryn Hahn als Jennifer Barkley                                              | [ 182 ]         |
| 2012 | Critics' Choice Television Award | Gewonnen    | Beste gastspeler in een komische serie                                       | Paul Rudd als Bobby Newport                                                    | [ 182 ]         |
| 2012 | Primetime Emmy Award             | Genomineerd | Buitengewone vrouwelijke hoofdrol in een komische serie                      | Amy Poehler als Leslie Knope, voor Win, Lose, Or Draw                          | [ 184 ] [ 185 ] |
| 2012 | Primetime Emmy Award             | Genomineerd | Schrijven voor een komische serie                                            | Amy Poehler voor The Debate                                                    | [ 184 ] [ 185 ] |
| 2012 | Primetime Emmy Award             | Genomineerd | Schrijven voor een komische serie                                            | Michael Schur voor Win, Lose, Or Draw                                          | [ 184 ] [ 185 ] |
| 2012 | Primetime Emmy Award             | Genomineerd | Buitengewone geluidmixing voor een half uur durende serie                    | Michael Schur voor Win, Lose, Or Draw                                          | [ 184 ] [ 185 ] |
| 2012 | Primetime Emmy Award             | Genomineerd | Buitengewoon entertainmentprogramma in speciale klasse                       | April and Andy's Road Trip                                                     | [ 184 ] [ 185 ] |
| 2012 | TCA Award                        | Genomineerd | Individuele prestatie in komedie                                             | Amy Poehler als Leslie Knope                                                   | [ 186 ]         |
| 2012 | TCA Award                        | Genomineerd | Buitengewone prestatie in komedie                                            | Parks and Recreation                                                           | [ 186 ]         |
| 2012 | WGA Award                        | Genomineerd | Komische serie                                                               | Parks and Recreation                                                           | [ 187 ]         |
| 2013 | Golden Globe Award               | Genomineerd | Beste actrice in een komische of muzikale serie                              | Amy Poehler als Leslie Knope                                                   | [ 188 ]         |
| 2013 | Screen Actors Guild Awards       | Genomineerd | Buitengewone actrice in een komische serie                                   | Amy Poehler als Leslie Knope                                                   | [ 189 ]         |
| 2013 | NAACP Image Award                | Gewonnen    | Regie voor een komische serie                                                | Ken Whittingham voor How a Bill Becomes a Law                                  | [ 120 ]         |
| 2013 | NAACP Image Award                | Genomineerd | Buitengewone mannelijke bijrol in een komische serie                         | Aziz Ansari als Tom Haverford                                                  | [ 120 ]         |
| 2013 | NAACP Image Award                | Genomineerd | Buitengewone vrouwelijke bijrol in een komische serie                        | Rashida Jones als Ann Perkins                                                  | [ 120 ]         |
| 2013 | WGA Award                        | Genomineerd | Schrijven voor een komische serie                                            | Parks and Recreation                                                           | [ 190 ]         |
| 2013 | WGA Award                        | Genomineerd | Schrijven voor een aflevering in een komische serie                          | Amy Poehler voor The Debate                                                    | [ 190 ]         |
| 2013 | Critics' Choice Television Award | Genomineerd | Komische serie                                                               | Parks and Recreation                                                           | [ 191 ] [ 192 ] |
| 2013 | Critics' Choice Television Award | Genomineerd | Mannelijke hoofdrol in een komische serie                                    | Adam Scott als Ben Wyatt                                                       | [ 191 ] [ 192 ] |
| 2013 | Critics' Choice Television Award | Genomineerd | Vrouwelijke hoofdrol in een komische serie                                   | Amy Poehler als Leslie Knope                                                   | [ 191 ] [ 192 ] |
| 2013 | Critics' Choice Television Award | Genomineerd | Mannelijke bijrol in een komische serie                                      | Chris Pratt als Andy Dwyer                                                     | [ 191 ] [ 192 ] |
| 2013 | Critics' Choice Television Award | Gewonnen    | Gastrol in een komische serie                                                | Patton Oswalt als Garth Blundin                                                | [ 191 ] [ 192 ] |
| 2013 | Primetime Emmy Award             | Genomineerd | Buitengewone vrouwelijke hoofdrol in een komische serie                      | Amy Poehler voor Emergency Response/Leslie and Ben                             | [ 193 ]         |
| 2013 | Primetime Emmy Award             | Genomineerd | Buitengewone geluidmixing voor een half uur durende serie                    | Parks and Recreation voor Leslie and Ben                                       | [ 193 ]         |

## Andere media

### Online afleveringen
In de Verenigde Staten zijn afleveringen van Parks and Recreation ook te zien op videodiensten Hulu en Netflix en de website van NBC. Daarnaast zijn afleveringen te downloaden in de iTunes Store van Apple en kunnen afleveringen worden bekeken op de app van NBC voor iPhone en iPad.

### Boek
Op 4 oktober 2011 verscheen het boek Pawnee: The Greatest Town in America, geschreven door het fictieve personage Leslie Knope. Het Engelstalige boek werd uitgegeven door Hyperion. In het boek staan verhalen over de stad Pawnee en haar kleurrijke inwoners. Het speelde een prominente rol in de aflevering Born and Raised, waarin het personage Leslie Knope het boek publiceert en promoot.

### Dvd
| Seizoen | Dvd-uitgave      | Dvd-uitgave     |
| Seizoen | Dvd regio 1      | Dvd regio 2     |
| ------- | ---------------- | --------------- |
| 1       | 8 september 2009 | 1 april 2013    |
| 2       | 30 november 2010 | 17 juni 2013    |
| 3       | 6 september 2011 | 15 juli 2013    |
| 4       | 4 september 2012 | 13 januari 2014 |
| 5       | n.t.b.           | n.t.b.          |
| 6       | n.t.b.           | n.t.b.          |

### Webisodes
Op 3 november 2011 debuteerde April and Andy’s Road Trip, een serie van vijf korte webisodes, op de website van NBC. In deze online afleveringen, geproduceerd in samenwerking met Volkswagen, wordt getoond hoe de personages April (Plaza) en Andy (Pratt) een impulsieve trip naar de Grand Canyon ondernemen. Amy Poehler maakt een korte verschijning met enkel haar stem. De serie sluit aan op de aflevering End of the World, waarin getoond wordt hoe April en Andy de reis besluiten te maken en uiteindelijk bij de Grand Canyon aankomen. Op de website wordt de serie vergezeld met andere media, waaronder een interactieve kaart en foto’s.

### Websites
In Parks and Recreation wordt meermalen naar websites verwezen, die vervolgens daadwerkelijk zijn aangemaakt. De websites bevatten, naast wat informatie en ander materiaal, een link naar de officiële pagina van Parks and Recreation.
- https://web.archive.org/web/20130425080527/http://www.pawneeindiana.com/  — De officiële website van het fictieve Pawnee, Indiana.
- https://web.archive.org/web/20120904214724/http://www.hoosiermate.com/  — De datingsite die voorkomt in de aflevering Soulmates.[211]
- http://www.scarecrowboat.com/  — De website Mouse Rat, voorheen Scarecrow Boat, de band van Andy.
- http://www.entertainment720.com/  — De website van het fictieve mediaconglomeraat Entertainment 7wenty.
- https://web.archive.org/web/20120511073112/http://www.awesomesaucewedding.com/  — De website van de bruiloft van April en Andy, uit de aflevering Andy and April's Fancy Party.[63]
- http://www.knope2012.com/  — De website van de verkiezingscampagne van Leslie Knope in 2012.
- http://www.snakeholelounge.com/  — De website van de nachtclub The Snake Hole
- http://www.nbc.com/parks-and-recreation/exclusives/road-trip/  — De website van de road trip van April en Andy uit de aflevering End of the World[177]
- http://twitter.com/munchmeat2015  — Het Twitteraccount dat voorkomt in de aflevering The Debate.[183]